# P-5 Pjatërka
Il P-5 Pjatërka (in russo П-5 Пятёрка?; nome in codice NATO: SS-N-3 Shaddock) è stato un missile antinave sovietico.
Missile a lungo raggio lanciato da mezzi navali e batterie costiere. Nel primo tipo aveva un ruolo di attacco nucleare ad obiettivi terrestri, ma in seguito è stato sviluppato come missile antinave con testata di ricerca radar.
La sua sperimentazione è stata avviata nel 1956, quando la marina sovietica decise di sperimentare l'installazione di missili antinave sui sottomarini e alcuni sottomarini classe Whiskey furono modificati in questo senso. 
La NATO identificò tre versioni.
- Whiskey Single-Cylinder: nome con il quale è conosciuto in Occidente un esemplare modificato nel 1956 con l'installazione di un missile antinave SS-N-3 Shaddock. Il missile era sistemato in un grosso container, posizionato sullo scafo dietro alla torre di comando. Il nome in codice NATO è dovuto appunto all'aspetto estetico del sottomarino. In Unione Sovietica era identificato, probabilmente, con i nomi di progetto EP613 o progetto P613.
- Whiskey Twin-Cylinder: si tratta della variante con due missili SS-N-3, costruita in sei esemplari entrati in servizio tra il 1958 ed il 1960. Anche in questo caso, gli ordigni erano sistemati in altrettanti container posti sul ponte alle spalle della torre. Il prototipo era chiamato in URSS progetto 640U, e la versione base era nota come Progetto 644. Di tale versione, ne vennero realizzate altre tre sottoversioni, che in pratica si differenziavano a seconda della versione di SS-N-3 (chiamato P-5 in Unione Sovietica) imbarcata: progetto 644D (missile P-5D), progetto 644U (con missile migliorato) e progetto 644.7 (missile P-7, che aveva un sistema di guida migliorato). Le caratteristiche tecniche erano molto simili a quelle della versione base.
- Whiskey Long-Bin: si tratta della variante lanciamissili armata in modo più pesante realizzata di questa classe. In dettaglio, i Long Bin potevano trasportare ben quattro SS-N-3 Shaddock, che erano sistemati in un allungamento della falsatorre. Tuttavia, tale modifica allo scafo creò problemi di rumore e di stabilità a causa dell'innalzamento del baricentro del battello. Chiamata in Unione Sovietica progetto 665, ne vennero realizzati sei esemplari tra il 1960 ed il 1963.